# Quisquisacate
El término Quisquisacate, hace referencia a una antigua localidad de la ciudad de Córdoba, que actualmente (2017) forma parte de la misma ciudad, y se ubica al oeste de la misma, sobre la avenida Ricardo Rojas. Sin embargo, no se puede obviar que en términos geográficos, Quisquisacate hace referencia, en su significado, a un lugar donde se unen dos ríos; por lo que muchas veces, su uso causa confusión, ya que al ser usado para designar sitios con esas características, se puede estar haciendo referencia a diferentes lugares. 

## Historia

### Quisquisacate I
La localidad que actualmente se conoce como "Quisquisacate" fue un apeadero de ferrocarril, (es decir, una parada de tren desprovista de estación) a orillas del río Suquía o Primero. Hoy sirve de parada del Tren de las Sierras, frente al Paseo Libertad Rivera Indarte, en la unión de las avenidas Ricardo Rojas (camino a Saldán) y Av. Bodereau (camino a Portón de Piedra y Villa Allende) y Av. Manuel de Falla (camino a Villa Warcalde e Intercountries), el apeadero histórico queda 300m hacia el centro de Córdoba por Ricardo Rojas y aún mantiene el cartel antiguo con el nombre que marca la parada.
Su nombre lo recibe debido a que en ese sector, el Río Suquía se une con el Arroyo Saldán, que proviene del norte (nace en el Dique La Quebrada, en la ciudad de Río Ceballos, con el nombre de Arroyo Rio Ceballos).
Está enmarcada en el faldeo oriental de las sierras Chicas, a la que los españoles llamaron de Sierras de Saldán. También llamadas por los Comechingones como "Viarapa", "Biarapa", o "Brarapa".
En la actualidad, es un barrio de la ciudad de Córdoba y se puede llegar a él, tomando la Avenida Ricardo Rojas, en el oeste de la ciudad.

### Quisquisacate II
Según los historiadores, cuando Don Jerónimo Luis de Cabrera fundó la ciudad de Córdoba en 1573, lo hizo en la margen izquierda del Río Suquía, en el denominado 'Valle de Quisquisacate, en las actuales barrancas de Yapeyú, un barrio de la ciudad de Córdoba ubicado al este de la ciudad.
Posiblemente, en su paso por la ciudad de Córdoba, todo el curso de este río haya recibido ese nombre por la unión del río Suquía con el Arroyo La Cañada.

### Quisquizacate III
El tercer sitio denominado Valle de Quisquizacate, era una región ubicada al oeste de la ciudad, que estaba delimitada por las Sierras Chicas (Sierras de Saldán), al este, al oeste el faldeo de las Sierras Grandes, y en el norte y sur los valles de altura de Camin-Cosquín y Buena Vista respectivamente.

Estaba surcado por los ríos San Antonio, Cosquín, el Arroyo Las Mojarras y Los Chorrillos. Esta región era habitada por aborígenes denominados "Yndios de Quisquizacate".
Este valle, fue completamente cubierto por las aguas, cuando se concluyó la obra del Dique San Roque

## Ubicación geográfica
Las coordenadas del barrio Quisquisacate son:
- Latitud (DMS): 31° 20' 12" S
- Longitud (DMS): 64° 16' 37 O